# Matías Castellanos
Matías Castellanos är en ort i Mexiko.   Den ligger i kommunen Las Margaritas och delstaten Chiapas, i den sydöstra delen av landet, 900 km öster om huvudstaden Mexico City. Matías Castellanos ligger 1 213 meter över havet och antalet invånare är 275.
Terrängen runt Matías Castellanos är huvudsakligen kuperad, men västerut är den bergig. Matías Castellanos ligger nere i en dal. Runt Matías Castellanos är det ganska tätbefolkat, med 54 invånare per kvadratkilometer. Närmaste större samhälle är El Progreso, 16,2 km väster om Matías Castellanos. I omgivningarna runt Matías Castellanos växer i huvudsak städsegrön lövskog.